# Адрија
Адрија (итал. Adria) град је у североисточној Италији. Град је други град округа Ровиго у оквиру италијанске покрајине Венето.
Јадранско море дугује назив граду Адрији, као древној етрурској луци на овом мору.

## Природне одлике
Град Адрија налази се у источном делу Падске низије, на 65 км јужно од Венеције. Градско језгро образовало се у делти реке По, близу обале Јадрана. Како се град се сместио у мочварном подручју, због исушивања земљишта кроз гради околину је трасирано више канала, па Адрија мало подсећа на суседну, много познатију Венецију.

## Становништво
Према резултатима пописа становништва 2011. у општини је живело 20.233 становника.
| 1931.  | 1936.  | 1951.  | 1961.  | 1971.  | 1981.  | 1991.  | 2001.  | 2011.  |
| ------ | ------ | ------ | ------ | ------ | ------ | ------ | ------ | ------ |
| 30.965 | 32.762 | 34.314 | 26.027 | 21.354 | 21.841 | 21.225 | 20.640 | 20.233 |

Адрија данас има преко 20.000 становника, махом Италијана. Током протеклих деценија у град се доселило много досељеника из иностранства, највише са Балкана.

## Партнерски градови
- Ермон
- Лампертхајм
- Калиш
- Кјери
- Maldegem
- Ровињ

## Галерија
- Градско позориште
- Канал са фонатанама
- Железничка станица у Адрији